# سيرين (يخت)
سيرين (بالإنجليزية: Serene)‏ هي واحدة من أكبر اليخوت في العالم.
بنيت من قبل حوض بناء السفن الإيطالي فينكانتييري وسلمت إلى صاحبها في أغسطس 2011. عند التسليم، كانت واحدة من أكبر 10 يخوت في العالم، حيث بلغ طولها العام 439.3 (133.9م) قدما وعرضها 60.7 قدما (18.5م).

## الملكية
بنيت السفينة لقطب الفودكا الروسية  يوري شيفلر بمبلغ 330 مليون دولار وفي عام 2015، أشتراها محمد بن سلمان ولي عهد المملكة العربية السعودية بقرابة 500 مليون يورو (أي حوالي 550 مليون دولار).
في صيف عام 2014، استأجر بيل غيتس بمبلغ 5 ملايين دولار أمريكي في الأسبوع.

## وصلات خارجية
رقم التسجيل MMSI): 319021900)